# De Mast (Oostende)
De Mast is een woontoren in de Belgische badstad Oostende. Het gebouw bevindt zich aan het Ernest Feysplein, op een kleine afstand van het treinstation.
De toren werd gebouwd in 1975. De Mast is 87 meter hoog en is daarmee de op twee na hoogste wolkenkrabber in de provincie West-Vlaanderen, na het Europacentrum en de SKY Tower, die eveneens in de stad Oostende staan. Het gebouw telt 24 verdiepingen.